# Steve Gohouri
Lohoré Steve Ulrich Gohouri (Treichville, 1981. február 8. – 2015. december 31. előtt) elefántcsontparti válogatott labdarúgó.

## Pályafutása

### Klubcsapatban
Az elefántcsontparti CS Brétigny csapatában kezdte a labdarúgást, majd a francia PSG korosztályos csapatában folytatta.
1998 és 2000 között a PSG, 2000-ben az izraeli Bné Jehúdá, 2000 és 2003 között a svájci Yverdon-Sport labdarúgója volt. 2003-ban az olasz Bologna csapatában szerepelt kölcsönben. 2003 és 2005 között a liechtensteini FC Vaduz, 2005–06-ban a svájci Young Boys játékosa volt. 2007 és 2009 között a német Borussia Mönchengladbach első, 2009–10-ben a második csapatának a labdarúgója volt. 2010 és 2012 között az angol Wigan Athletic, 2012–13-ban az izraeli Maccabi Tel Aviv, 2013-ban a görög Skoda Xánthi, 2014–15-ben a német Rot-Weiß Erfurt csapatában szerepelt.

### A válogatottban
2006 és 2011 között 13 alkalommal szerepelt az elefántcsontparti válogatottban és három gólt szerzett. Részt vett a 2010-es dél-afrikai világbajnokságon.